# To My Surprise
To My Surprise var ett amerikanskt rockband bildat 2002, som är grundat av slagverkaren Shawn Crahan. Han är också grundaren av metalgruppen Slipknot. Från början hette bandet The Orgne men bytte till To My Surprise efter deras genombrott. Bandet har ett flertal låtar som är inspirerade av The Monkees, Pink Floyd och Jim Morris. Alla bandmedlemmarna är från Des Moines, Iowa.

## Medlemmar
- M. Shawn Crahan – sång, gitarr, trummor (2002–2006)
- Dorothy Hecht – sång, keyboard (2005–2006)
- Jarrod Brom – gitarr, keyboard (2005–2006)
- Paul Thompson – kompgitarr, sång (2005–2006)
- Wade Thompson – basgitarr, sång (2005-2006)
- Stevan Robinson – gitarr, sång (2002–2006)
- Patrick McBride – sång (2005–2006)
- Brandon Darner – gitarr, sång (2002–2004)

## Diskografi
Studioalbum
- 2003 – To My Surprise